# Gran Premio de Austria de Motociclismo de 1979
El Gran Premio de Austria de Motociclismo de 1979 fue la segunda prueba de la temporada 1979 del Campeonato Mundial de Motociclismo. El Gran Premio se disputó el 29 de abril de 1979 en el circuito de Salzburgring.

## Resultados 500cc
En la categoría reina, victoria del estadounidense Randy Mamola en una gran duelo contra el italiano Virginio Ferrari. El holandés Wil Hartog, muy lejos de los dos primeros clasificados.
| Pos.     | Piloto                | Equipo          | Tiempo     | Pts. |
| -------- | --------------------- | --------------- | ---------- | ---- |
| 1        | Kenny Roberts         | Yamaha          | 48' 24" 23 | 15   |
| 2        | Virginio Ferrari      | Suzuki          | +6" 03     | 12   |
| 3        | Wil Hartog            | Suzuki          | +18" 81    | 10   |
| 4        | Tom Herron            | Suzuki          | +21" 44    | 8    |
| 5        | Hiroyuki Kawasaki     | Suzuki          | +22" 96    | 6    |
| 6        | Franco Uncini         | Suzuki          | +1' 19" 41 | 5    |
| 7        | Steve Parrish         | Suzuki          | +1' 25" 31 | 4    |
| 8        | Max Wiener            | Suzuki          | +1 Vuelta  | 3    |
| 9        | Marco Lucchinelli     | Suzuki          | +1 Vuelta  | 2    |
| 10       | Mick Grant            | Suzuki          | +1 Vuelta  | 1    |
| 11       | Bernard Fau           | Suzuki          | +1 Vuelta  |      |
| 12       | Barry Sheene          | Suzuki          | +1 Vuelta  |      |
| 13       | Alex George           | Suzuki          | +1 Vuelta  |      |
| 14       | Mike Baldwin          | Suzuki          | +1 Vuelta  |      |
| 15       | Jack Middelburg       | Suzuki          | +1 Vuelta  |      |
| 16       | Alan North            | Suzuki          | +1 Vuelta  |      |
| 17       | Peter Sjöström        | Suzuki          | +1 Vuelta  |      |
| 18       | Dennis Ireland        | Suzuki          | +1 Vuelta  |      |
| 19       | Jürgen Steiner        | Suzuki          | +1 Vuelta  |      |
| 20       | Gustav Reiner         | Suzuki          | +1 Vuelta  |      |
| 21       | Richard Schulze       | Suzuki          | +1 Vuelta  |      |
| 22       | Seppo Rossi           | Suzuki          | +1 Vuelta  |      |
| 23       | Michael Schmid        | Suzuki          | +1 Vuelta  |      |
| Ret      | Gianni Rolando        | Suzuki          | Ret        |      |
| Ret      | Markku Matikainen     | Yamaha          | Ret        |      |
| Ret      | Elmar Renner          | Suzuki          | Ret        |      |
| Ret      | Gerhard Vogt          | Yamaha          | Ret        |      |
| Ret      | Olivier Chevallier    | Yamaha          | Ret        |      |
| Ret      | Bosse Granath         | Yamaha          | Ret        |      |
| Ret      | Børge Nielsen         | Suzuki          | Ret        |      |
| Ret      | Johnny Cecotto        | Yamaha          | Ret        |      |
| Ret      | Carlos de San Antonio | Suzuki          | Ret        |      |
| Ret      | Jon Ekerold           | Opstalan Yamaha | Ret        |      |
| DNQ      | Boet van Dulmen       | Suzuki          | DNQ        |      |
| DNQ      | Philippe Coulon       | Suzuki          | DNQ        |      |
| DNQ      | Carlo Perugini        | Suzuki          | DNQ        |      |
| Sources: |                       |                 |            |      |

## Resultados 350cc
Victoria muy cómoda del sudafricano Kork Ballington por delante de su compatriota Jon Ekerold. Muy detrás de ellos llegó el alemán Anton Mang a más de diez segundos. El campeón de la primera prueba del Mundial, el venezolano Carlos Lavado sufrió una caída, consecuencia de la cual se fracturó una pierna.
| Pos. | Piloto               | Moto             | Tiempo     | Pts. |
| ---- | -------------------- | ---------------- | ---------- | ---- |
| 1    | Kork Ballington      | Kawasaki         | 50' 57" 06 | 15   |
| 2    | Jon Ekerold          | Yamaha           | +2" 46     | 12   |
| 3    | Anton Mang           | Kawasaki         | +10" 57    | 10   |
| 4    | Michel Frutschi      | Yamaha           | +11" 56    | 8    |
| 5    | Walter Villa         | Yamaha           | +33" 67    | 6    |
| 6    | Patrick Fernandez    | Yamaha           | +33" 84    | 5    |
| 7    | Edi Stöllinger       | Kawasaki         | +41" 30    | 4    |
| 8    | Patrick Pons         | Yamaha           | +41" 72    | 3    |
| 9    | Vic Soussan          | Yamaha           | +42" 05    | 2    |
| 10   | Eero Hyvärinen       | Yamaha           | +58" 53    | 1    |
| 11   | Pekka Nurmi          | Yamaha           | +59" 99    |      |
| 12   | Chas Mortimer        | Yamaha           | +1' 11" 25 |      |
| 13   | Gregg Hansford       | Kawasaki         | +1 Vuelta  |      |
| 14   | Grunwald Harfmann    | Yamaha           | +1 Vuelta  |      |
| 15   | Jeffrey Sayle        | Yamaha           | +1 Vuelta  |      |
| 16   | Richard Hubin        | Yamaha           | +1 Vuelta  |      |
| 17   | Bert Struyk          | Yamaha           | +1 Vuelta  |      |
| 18   | Manfred Obinger      | Yamaha           | +1 Vuelta  |      |
| 19   | Klaas Hernamdt       | Yamaha           | +1 Vuelta  |      |
| 20   | John Weeden          | Yamaha           | +1 Vuelta  |      |
| 21   | René Delaby          | Yamaha           | +1 Vuelta  |      |
| Ret  | Pentti Korhonen      | Yamaha           | Ret        |      |
| Ret  | Gianfranco Bonera    | Yamaha           | Ret        |      |
| Ret  | Randy Mamola         | Bimota-Adriatica | Ret        |      |
| Ret  | Christian Estrosi    | Kawasaki         | Ret        |      |
| Ret  | Roland Freymond      | Yamaha           | Ret        |      |
| Ret  | Takazumi Katayama    | Yamaha           | Ret        |      |
| Ret  | János Drapál         | Yamaha           | Ret        |      |
| Ret  | Max Wiener           | Yamaha           | Ret        |      |
| Ret  | Kenny Blake          | Yamaha           | Ret        |      |
| Ret  | Michel Rougerie      | Bimota-Yamaha    | Ret        |      |
| Ret  | Reinhold Roth        | Yapol            | Ret        |      |
| Ret  | Carlos Lavado        | Yamaha           | Ret        |      |
| DNS  | Willem-Jan Nooteboom | Yamaha           | DNS        |      |
| DNQ  | Peter Baláž          | Yamaha           | DNQ        |      |
| DNQ  | Andreas Hückel       | Yamaha           | DNQ        |      |
| DNQ  | Franco Solaroli      | Yamaha           | DNQ        |      |
| DNQ  | Mike Baldwin         | Yamaha           | DNQ        |      |

## Resultados 125cc
Segunda victoria consecutiva del español Ángel Nieto por delante del austríaco Harald Bartol y del alemán Gert Bender. A pesar de haberse disputado solo dos Grandes Premios, la ventaja de Nieto al frente de la general ya es considerable.
| Pos. | Piloto                 | Moto         | Tiempo     | Pts. |
| ---- | ---------------------- | ------------ | ---------- | ---- |
| 1    | Ángel Nieto            | Minarelli    | 47' 12" 36 | 15   |
| 2    | Harald Bartol          | Morbidelli   | +10" 32    | 12   |
| 3    | Gert Bender            | Bender       | +55" 41    | 10   |
| 4    | Hans Müller            | MBA          | +1' 03" 38 | 8    |
| 5    | Eugenio Lazzarini      | Morbidelli   | +1' 04" 11 | 6    |
| 6    | Patrick Plisson        | Morbidelli   | +1' 17" 14 | 5    |
| 7    | Rolf Blatter           | Morbidelli   | +1' 17" 34 | 4    |
| 8    | Per-Edvard Carlsson    | MBA          | +1' 17" 57 | 3    |
| 9    | Walter Koschine        | Delta-Fantic | +1' 23" 63 | 2    |
| 10   | Bruno Kneubühler       | MBA          | +1' 23" 80 | 1    |
| 11   | Matti Kinnunen         | MBA          | +1 Vuelta  |      |
| 12   | Peter Baláž            | Morbidelli   | +1 Vuelta  |      |
| 13   | Peter Looijesteijn     | MBA          | +1 Vuelta  |      |
| 14   | Clive Horton           | Morbidelli   | +1 Vuelta  |      |
| 15   | Werner Steege          | Bender       | +1 Vuelta  |      |
| 16   | Walter Rapolani        | Morbidelli   | +1 Vuelta  |      |
| 17   | Aldo Pero              | Morbidelli   | +1 Vuelta  |      |
| 18   | Richard Schmiederer    | Morbidelli   | +1 Vuelta  |      |
| 19   | Jan Huberts            | MBA          | +1 Vuelta  |      |
| 20   | René Rénier            | Morbidelli   | +1 Vuelta  |      |
| Ret  | Thierry Espié          | Motobécane   | Ret        |      |
| Ret  | Enrico Cereda          | Morbidelli   | Ret        |      |
| Ret  | Pier Paolo Bianchi     | Minarelli    | Ret        |      |
| Ret  | Jean-Louis Guignabodet | Morbidelli   | Ret        |      |
| Ret  | Ernst Fagerer          | MBA          | Ret        |      |
| Ret  | Bernd Lauermann        | Morbidelli   | Ret        |      |
| Ret  | August Auinger         | Morbidelli   | Ret        |      |
| Ret  | Theo Timmer            | Morbidelli   | Ret        |      |
| Ret  | Hans-Jürgen Hummel     | Morbidelli   | Ret        |      |
| Ret  | Werner Schmied         | Rotax        | Ret        |      |
| Ret  | Maurizio Massimiani    | MBA          | Ret        |      |
| Ret  | Heinz Pristavnik       | Morbidelli   | Ret        |      |
| DNQ  | Patrick Hérouard       | Morbidelli   | DNQ        |      |
| DNQ  | P. Alojz               | MBA          | DNQ        |      |
| DNQ  | Zbyněk Havrda          | Morbidelli   | DNQ        |      |
| DNQ  | Gianpaolo Marchetti    | MBA          | DNQ        |      |
| DNQ  | Ricardo Tormo          | Bultaco      | DNQ        |      |